# Regine Olsen
Regine Olsen (posteriormente Regine Schlegel) (Frederiksberg, 23 de janeiro de 1822 – Frederiksberg, 18 de março de 1904) foi uma jovem dinamarquesa, mais conhecida por ter sido noiva do filósofo dinamarquês Sören Kierkegaard e ter tido uma influência considerável na obra filosófica e teológica deste. Conheceu Kierkegaard em 1837, quando tinha apenas 14 anos, e ficaram noivos no período de setembro de 1840 a outubro de 1841, até que Kierkegaard rompeu o noivado por inquietações filosóficas e religiosas pessoais.
Após o rompimento do noivado com Kierkegaard, noivou com um antigo pretendente, Johan Frederik Schlegel (1817-1896), alto funcionário do Estado, casando com o mesmo em 1847. Em 1855, acompanhou seu marido, nomeado governador das Índias Ocidentais Dinamarquesas, que são hoje as Ilhas Virgens Americanas. Voltaram para a Dinamarca em 1860, cinco anos após a morte de Kierkegaard.
Em 1896 morre Schlegel e, no ano seguinte, Regine se muda para Frederiksberg, um distrito de Copenhague, a fim de morar com o irmão mais velho. Regine morreu em 18 de março de 1904, e tanto ela como Schlegel estão enterrados perto do túmulo de Kierkegaard, no Cemitério Assistens, em Copenhague.